# الحكم العطائية شرح وتحليل (كتاب)
الحكم العطائية شرح وتحليل، يتناول هذا الكتاب شرح الحكم العطائية وتحليلها، فيشرح ويحلل حكم ابن عطاء الله السكندري في تزكية النفس والارتقاء بها في مدارج الكمال والسمو، ويأتي بها زاخرة بجليل الأقوال، ويجعلها تتألق بشروح وتحليلات على كلام مركّز شديد التركيز. ويحتوي الكتاب على (259) تسع وخمسين ومئتي حكمة، ألحق بها أربع رسائل من صاحب الحكم إلى بعض إخوانه، وبعض مناجاته وأدعيته وابتهالاته إلى الله عز وجل. ويقدم لها بكلمة عن صاحب كتاب الحكم الذي هو من أعيان القرن السابع الهجري، الإمام الملقب بتاج الدين أحمد بن محمد بن عبد الكريم عطاء الله السكندري المالكي، وعن كتابه الحكم الذي هو مجموعة مقاطع من الكلام البليغ الجامع لأوسع المعاني بأقل العبارات، المستخلصة من كتاب الله تعالى، أو من السنة النبوية الشريفة، وعن حكم ابن عطاء وصلتها بالتصوف، وعن موقع الإحسان من الإسلام والإيمان. وينقسم الكتاب إلى ثلاثة أقسام: أما القسم الأول فيدور على محور التوحيد، وحماية المسلم من أن يتسرب إليه شيء من المعاني الخفية الكثيرة للشرك. وأما القسم الثاني فيدور على محور الأخلاق، وتزكية النفس. وأما القسم الثالث فيدور على محور السلوك وأحكامه المختلفة.
كتاب في التصوف الإسلامي من تأليف محمد سعيد رمضان البوطي، يشرح في 4 أجزاء الحكم العطائية من تأليف ابن عطاء الله السكندري.